# William Sharp (Autor)

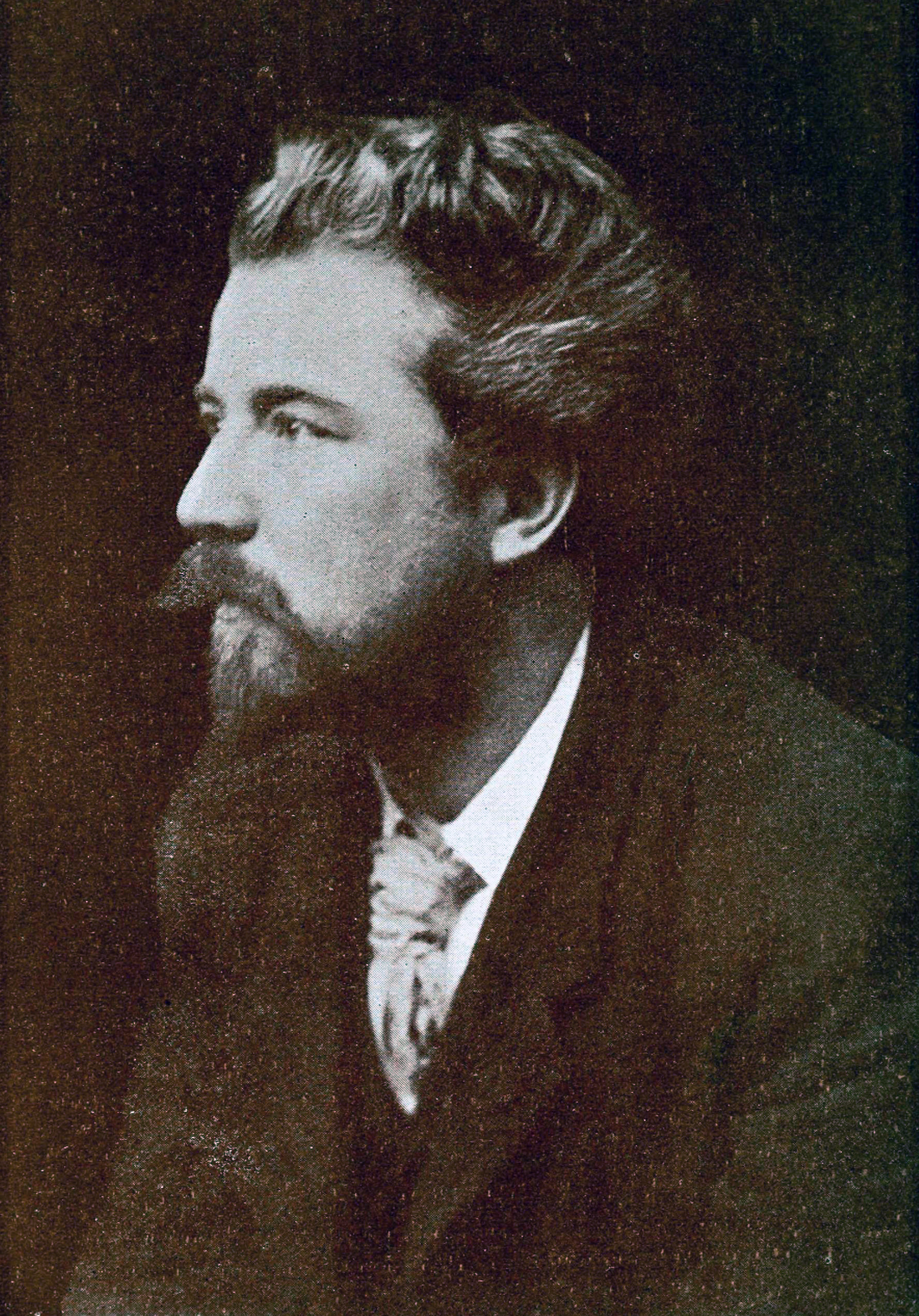
William Sharp (1894)

William Sharp (* 12. September 1855 in Paisley in Schottland; † 12. Dezember 1905 in Maniace auf Sizilien) war ein schottischer Schriftsteller, der beginnend mit 1893 auch unter dem Pseudonym Fiona Macleod veröffentlichte und so weit größere Berühmtheit und Popularität erlangte als mit seinem tatsächlichen Namen. Er konnte das Geheimnis seines Pseudonyms zeit seines Lebens bewahren.
Neben seiner schriftstellerischen Tätigkeit war er als Herausgeber der Gedichte von James Macpherson, Walter Scott, Matthew Arnold, Algernon Swinburne und Eugene Lee-Hamilton tätig.
Sharp wurde im schottischen Paisley geboren und in Glasgow an Akademie und Universität ausgebildet. Die Universität verließ er 1872 ohne einen akademischen Abschluss. Im selben Jahr zog er sich eine Typhus-Infektion zu. In den Jahren 1874 und 1875 arbeitete er in einer Anwaltskanzlei in Glasgow. Als sich sein Gesundheitszustand 1876 verschlechterte, begab er sich auf eine Reise nach Australien. Nach seiner Rückkehr nahm er 1878 eine Stellung in einer Londoner Bank an.
Durch Sir Joseph Noel Paton wurde er mit Dante Gabriel Rossetti bekannt gemacht. Er trat Rossettis literarischem Kreis bei, zu dem auch Hall Caine, Philip Bourke Marston und Algernon Swinburne zählten. 1884 heiratete er seine Cousine Elizabeth und entschied 1891, sich vollständig der Schriftstellerei zu widmen. Etwa zur gleichen Zeit entwickelte er eine intensive romantische, möglicherweise aber asexuelle Beziehung zu Edith Wingate Rinder, die zu dem Kreis von Schriftstellern um den Biologen Patrick Geddes in Edinburgh zählte, die sich ausdrücklich an keltischen Wurzeln orientierten. Rinder verdankte er die Inspiration, unter dem Pseudonym Fiona Macleod zu schreiben. Ihr widmete er 1894 Macleods ersten Roman Pharais. in den 1890er Jahren pflegte Sharp auf dem Höhepunkt des keltischen Revivals ein ebenso vielschichtiges wie zwiespältiges Verhältnis zu William Butler Yeats, der den Werken des Pseudonyms zunächst weit größere Anerkennung zukommen ließ als denen Sharps, später aber die Identität begriff. Für Sharp wurde die doppelte Identität zunehmend zur Belastung. Er starb 1905 in Castello di Maniace auf Sizilien, wo er auch beerdigt wurde. 1910 veröffentlichte seine Witwe Elizabeth Sharp biografische Erinnerungen, in denen sie versuchte, die Notwendigkeit zur Verschleierung zu erklären, und gab eine vollständige Ausgabe seiner Werke heraus.

## Werke in deutscher Übersetzung (Auswahl)
Fiona Macleod: Das ferne Land. Zwei keltische Sagen. [24. Band der Orplidbücher.] Berlin, Axel Juncker, o. J. [1919].
Fiona Macleod: Wind und Woge. Keltische Sagen. Jena und Leipzig, Eugen Diederichs 1905.